# Захир Райхан
Захир Райхан (на бенгалски: জহির রায়হান) е бангладешки писател и режисьор. Известен с документалния си филм Stop Genocide, направен по време на войната за освобождение на Бангладеш. Получава награда Екушей Падак през 1977 г. и награда Ден на независимостта през 1992 г. от правителството на Бангладеш.

## Биография
Райхан е роден на 19 август 1935 г. в село Майпур, в област Фени. След разделянето на Британска Индия през 1947 г., той заедно с родителите му се връщат в селото си от Калкута. Получава бакалавърска степен в Бенгалския университет в Дака.

### Професионална кариера
Райхан получава следдипломна квалификация в бенгалска литература. Заедно с литературните творби, Райхан започва да работи като журналист, когато се присъединява към Югер Ало през 1950 г. По-късно той работи във вестниците „Капхара“, „Янтрик“ и „Кино“. Редактор на Probaho през 1956 г. Първата му сбирка от кратки разкази, озаглавена Suryagrahan, е публикувана през 1955 г. Работи като асистент-режисьор на филма на Jago Hua Savera през 1957 г. Това е първото му пряко участие във филм. Подпомага Салахудин във филма Je Nadi Marupathe. През 1960 г. прави режисьорски дебют с филма си Kokhono Asheni, който излиза през 1961 г. През 1964 г. прави първия цветен филм на Пакистан – Sangam и завършва първия си филм през следващата година.
Активен поддръжник на Езиковото движение от 1952 г. и присъства на историческата среща на Амтала на 21 февруари 1952 г. Ефектът на Езиковото движение е толкова силен, че го използва като предпоставка за своя забележителен филм Jibon Theke Neya. Райхан участва и в масовото въстание през 1969 г. в Източен Пакистан. През 1971 г. се присъединява към войната за освобождение на Бангладеш и създава документални филми по темата. По време на освободителната война, Райхан отива в Калкута, където е показан неговият филм Jibon Theke Neya. Неговият филм е много добре приет. Макар да е във финансови затруднения по онова време, той дарява всичките си пари от Калкута, показвайки доверието си за свободата на бойците.

## Личен живот
Райхан е женен два пъти – за Сумита Деви през 1961 г. и за Шучонда през 1968 г., като и двете са филмови актриси. От Сумита има двама сина – Бипул Райхан и Анол Райхан. С Шучонда, също има двама сина – Опу Райхан и Топу Райхан.

## Изчезване
Райхан изчезва безследно на 30 януари 1972 г., опитвайки се да намери брат си, писателя Шахидула Кайзер, който е пленен и убит от пакистанската армия и / или местни колаборатори през последните дни на освободителната война. Смята се, че Захир Райхан е бил убит с много други, на път за Мирпур, предградие на столицата Дака, когато въоръжени колаборатори на Бихари и войници от пакистанската армия, започват стрелба по тях от засада.